# Yasuko Mizui
Yasuko Mizui (jap. 水井 泰子 Mizui Yasuko; * 19. September 1975 in der Präfektur Nara) ist eine Badmintonspielerin aus Japan.
Ihre ältere Schwester Hisako Mizui spielt ebenfalls Badminton und nahm mit ihr an den Olympischen Sommerspielen 1996 teil.

## Karriere
Yasuko Mizui nahm 1996 und 2000 an Olympia teil. Sie startete dabei im Dameneinzel und wurde bei ihrer ersten Teilnahme Neunte in der Endabrechnung, bei ihrer zweiten Teilnahme Fünfte. Bei der Asienmeisterschaft 1998 war sie zuvor ebenfalls Fünfte geworden. Die japanischen Einzelmeisterschaften gewann sie 1999.

## Sportliche Erfolge
| Saison | Veranstaltung                | Disziplin   | Platz | Name                        |
| ------ | ---------------------------- | ----------- | ----- | --------------------------- |
| 1996   | Olympia                      | Dameneinzel | 9     | Yasuko Mizui                |
| 1997   | Indonesian Open              | Dameneinzel | 5     | Yasuko Mizui                |
| 1997   | Taiwan Open                  | Damendoppel | 3     | Hisako Mizui / Yasuko Mizui |
| 1997   | Taiwan Open                  | Dameneinzel | 5     | Yasuko Mizui                |
| 1998   | Asienmeisterschaft           | Dameneinzel | 5     | Yasuko Mizui                |
| 1999   | Japan: Einzelmeisterschaften | Dameneinzel | 1     | Yasuko Mizui                |
| 1999   | Japan Open                   | Dameneinzel | 5     | Yasuko Mizui                |
| 1999   | Swiss Open                   | Dameneinzel | 2     | Yasuko Mizui                |
| 2000   | Taiwan Open                  | Dameneinzel | 3     | Yasuko Mizui                |
| 2000   | All England                  | Dameneinzel | 5     | Yasuko Mizui                |
| 2000   | Japan Open                   | Dameneinzel | 5     | Yasuko Mizui                |
| 2000   | Olympia                      | Dameneinzel | 5     | Yasuko Mizui                |